# Molophilus brasseanus
Molophilus brasseanus là một loài ruồi trong họ Limoniidae. Chúng phân bố ở miền Australasia.